# Europejski Komisarz ds. konkurencji

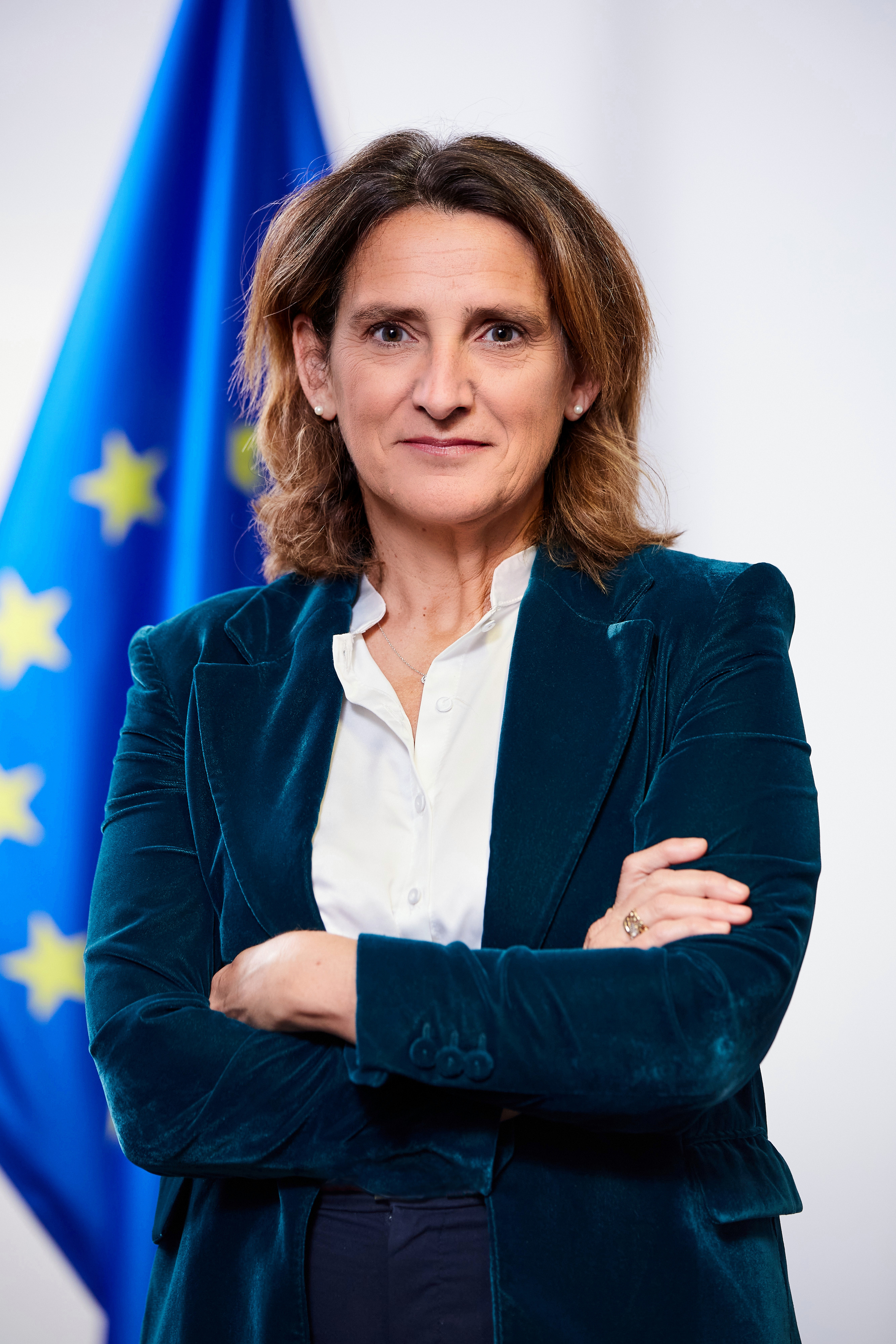
Europejski Komisarz ds. konkurencji – Teresa Ribera Rodríguez

Europejski Komisarz ds. Konkurencji – członek Komisji Europejskiej. odpowiedzialny za politykę konkurencji w Unii Europejskiej. Jego zadaniem jest zapewnienie, by rynki wewnętrzne UE funkcjonowały w sposób efektywny, sprawiedliwy i bezbarierowy, przyczyniając się do utrzymania zdrowej konkurencji między przedsiębiorstwami. Nadzoruje przestrzeganie zasad konkurencji, takich jak zakazy zmów cenowych, nadużywania dominującej pozycji rynkowej oraz nieuczciwej konkurencji. Ponadto odpowiada za kontrolę fuzji i przejęć przedsiębiorstw, by zapobiec koncentracji, która mogłaby zaszkodzić wolnej konkurencji i interesom konsumentów. Obejmuje również obszar kontroli pomocy państwowej, zapewniając, że wsparcie publiczne nie zaburza konkurencji na jednolitym rynku UE. Obecnym komisarzem jest Teresa Ribera Rodríguez.

## Powstanie stanowiska
Stanowisko zostało utworzone w odpowiedzi na rosnącą potrzebę skutecznej regulacji rynków wewnętrznych Unii Europejskiej oraz zapewnienia uczciwej konkurencji pomiędzy przedsiębiorstwami. Zostało ono ustanowione w celu monitorowania i egzekwowania przepisów dotyczących przeciwdziałania praktykom antykonkurencyjnym, takim jak zmowy cenowe czy nadużywanie dominującej pozycji na rynku. Ponadto, komisarz ds. konkurencji odpowiada za kontrolę fuzji i przejęć przedsiębiorstw, aby zapobiegać koncentracji gospodarczej, która mogłaby zaszkodzić wolnej konkurencji. Współczesne wyzwania związane z globalizacją rynków, cyfryzacją gospodarki i intensyfikacją transakcji międzynarodowych wymagały powołania dedykowanego komisarza, który będzie odpowiadał za monitorowanie i dostosowywanie polityki konkurencji do zmieniającego się otoczenia gospodarczego oraz technologicznego w UE.

## Zakres obowiązków
Europejski Komisarz ds. konkurencji odpowiada za:
- opracowanie nowych ram pomocy państwowej, które przyspieszą wdrażanie energii odnawialnej oraz dekarbonizację przemysłową, a także zapewnią odpowiednią produkcję czystych technologii,
- przegląd wytycznych dotyczących kontroli fuzji, uwzględniający strategiczne potrzeby sektora, a także zmiany w kontekście obronności i bezpieczeństwa,
- przeciwdziałanie przejęciom firm przez zagraniczne podmioty, które mogą zagrażać konkurencyjności europejskiego rynku oraz chronić małe i średnie przedsiębiorstwa przed ryzykiem "zabójczych przejęć",
- wzmocnienie i przyspieszenie egzekwowania zasad konkurencji oraz walka z praktykami antykonkurencyjnymi, w tym zmowami cenowymi i nadużywaniem dominującej pozycji rynkowej,
- zapewnienie szybkich i skutecznych działań egzekucyjnych zgodnie z przepisami dotyczącymi rynków cyfrowych, zwłaszcza w kontekście egzekwowania przepisów Digital Markets Act (DMA) oraz Digital Services Act (DSA),
- koordynowanie polityki państwowej pomocy w zakresie dekarbonizacji przemysłu i budowy czystych technologii, a także wspieranie inwestycji w obszarze zielonej transformacji przemysłowej,
- monitorowanie i ocenianie polityki konkurencji w kontekście zmieniającej się gospodarki cyfrowej, z naciskiem na wyzwania związane z platformami internetowymi i sztuczną inteligencją,
- koordynowanie z innymi komisarzami działań w zakresie polityki przemysłowej, zielonej transformacji i zapewniania sprawiedliwości społecznej w kontekście dekarbonizacji gospodarki.

## Lista komisarzy
|    | Komisarz                | Lata      | Komisja                    |
| -- | ----------------------- | --------- | -------------------------- |
| 1  | Hans von der Groeben    | 1958-1967 | Hallstein I, Hallstein II  |
| 2  | Maan Sassen             | 1967–1970 | Rey                        |
| 3  | Albert Borschette       | 1970–1977 | Malfatti, Mansholt, Ortoli |
| 4  | Raymond Vouel           | 1977–1981 | Jenkins                    |
| 5  | Frans Andriessen        | 1981–1985 | Thorn                      |
| 6  | Peter Sutherland        | 1985–1989 | Delors I                   |
| 7  | Leon Brittan            | 1989–1993 | Delors II                  |
| 8  | Karel Van Miert         | 1993–1999 | Delors III, Santer, Marín  |
| 9  | Mario Monti             | 1999–2004 | Prodi                      |
| 10 | Neelie Kroes            | 2004–2009 | Barroso I                  |
| 11 | Joaquín Almunia         | 2009–2014 | Barroso II                 |
| 12 | Margrethe Vestager      | 2014–2024 | Juncker                    |
| 12 | Margrethe Vestager      | 2014–2024 | von der Leyen I            |
| 13 | Teresa Ribera Rodríguez | od 2024   | von der Leyen II           |